# Monument commémoratif de la bataille de Formigny
Le monument commémoratif de la bataille de Formigny est situé sur la commune française de Formigny dans le département du Calvados, en région Normandie. Il est l'œuvre du sculpteur français Arthur Le Duc.
Le monument est inscrit aux monuments historiques.

## Localisation
La monument commémoratif est située à Formigny, dans le département français du Calvados.

## Historique
La commune de Formigny souhaitait un édifice rappelant la bataille de Formigny du 15 avril 1450 qui mit fin aux velléités anglaises en Normandie.
Arthur Le Duc, sculpteur normand de Torigni-sur-Vire, a exécuté plusieurs œuvres représentant des figures de libérateurs du territoire français du XVe siècle. Le piédestal est dessiné par Auguste Nicolas.
Le monument est mis en place en 1903.
Son déboulonnage et sa fonte sont envisagés pendant l'occupation, dans le cadre de la mobilisation des métaux non ferreux. Elle est retirée de la liste des statues en bronze sacrifiées, car elle célèbre une victoire contre les Anglais. D'autres statues en bronze ont également été épargnées, grâce au même argument : la statue du connétable de Richemont à Vannes et la statue de du Guesclin à Caen, toutes deux du même artiste, ainsi que celle de Napoléon Ier à Cherbourg, œuvre d'Armand Le Véel.

## Description
Le monument est une statue en bronze posée sur un piédestal en calcaire. La statue représente le connétable de Richemont (futur duc Arthur III de Bretagne) et le comte de Clermont (Jean II de Bourbon), qui commandaient l'armée de Charles VII, encadrant une allégorie représentant la France victorieuse. Elle brandit dans sa main gauche une couronne de lauriers et une palme, qui symbolisent la victoire. Dans sa main droite, elle brandit une épée en direction de Cherbourg, désignant aux vainqueurs l'objectif suivant.
Un bas-relief en bronze est fixé sur la face antérieure du piédestal. Il représente la bataille.

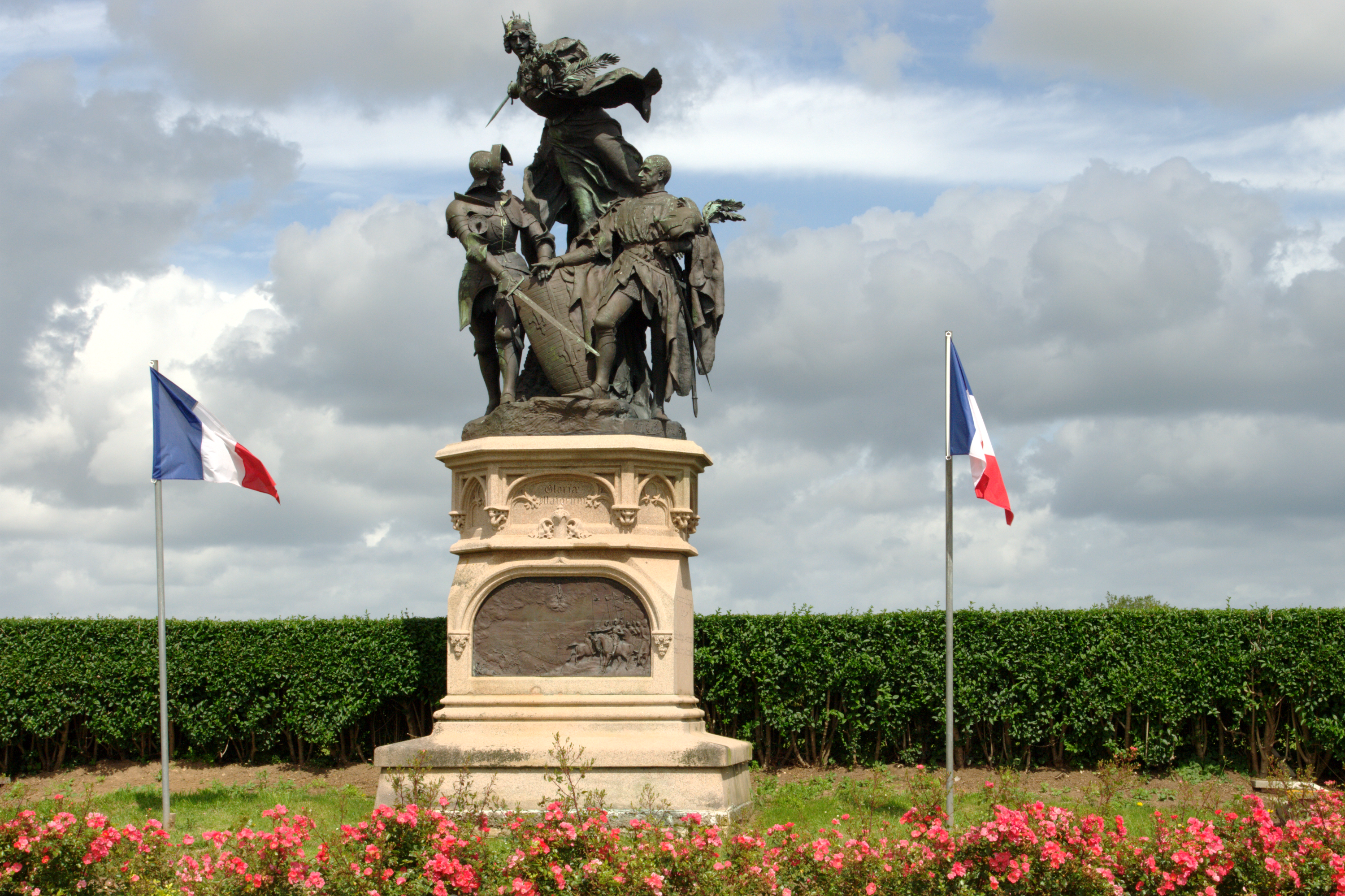
Vue d'ensemble du monument.
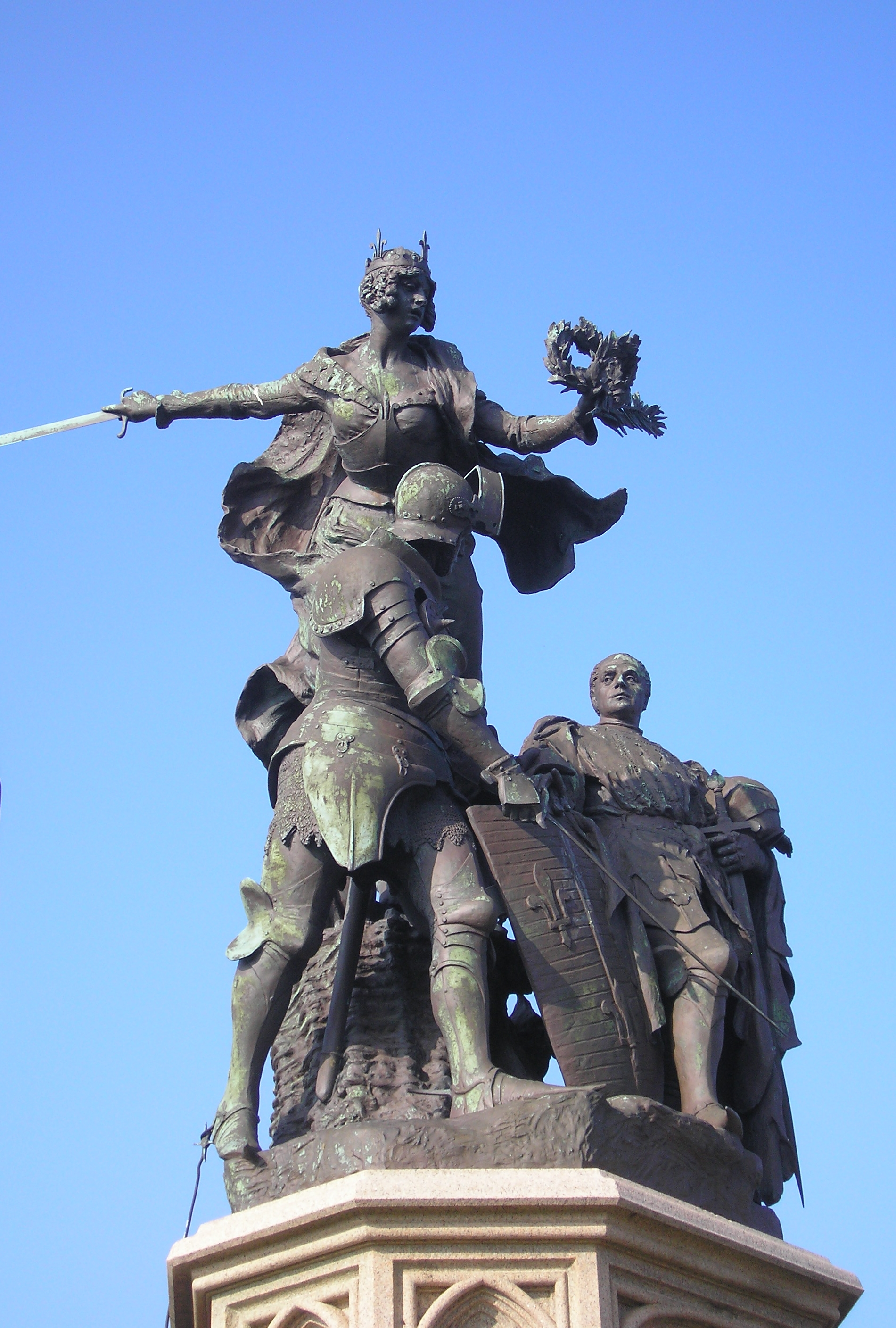
La statue vue en contre-plongée.
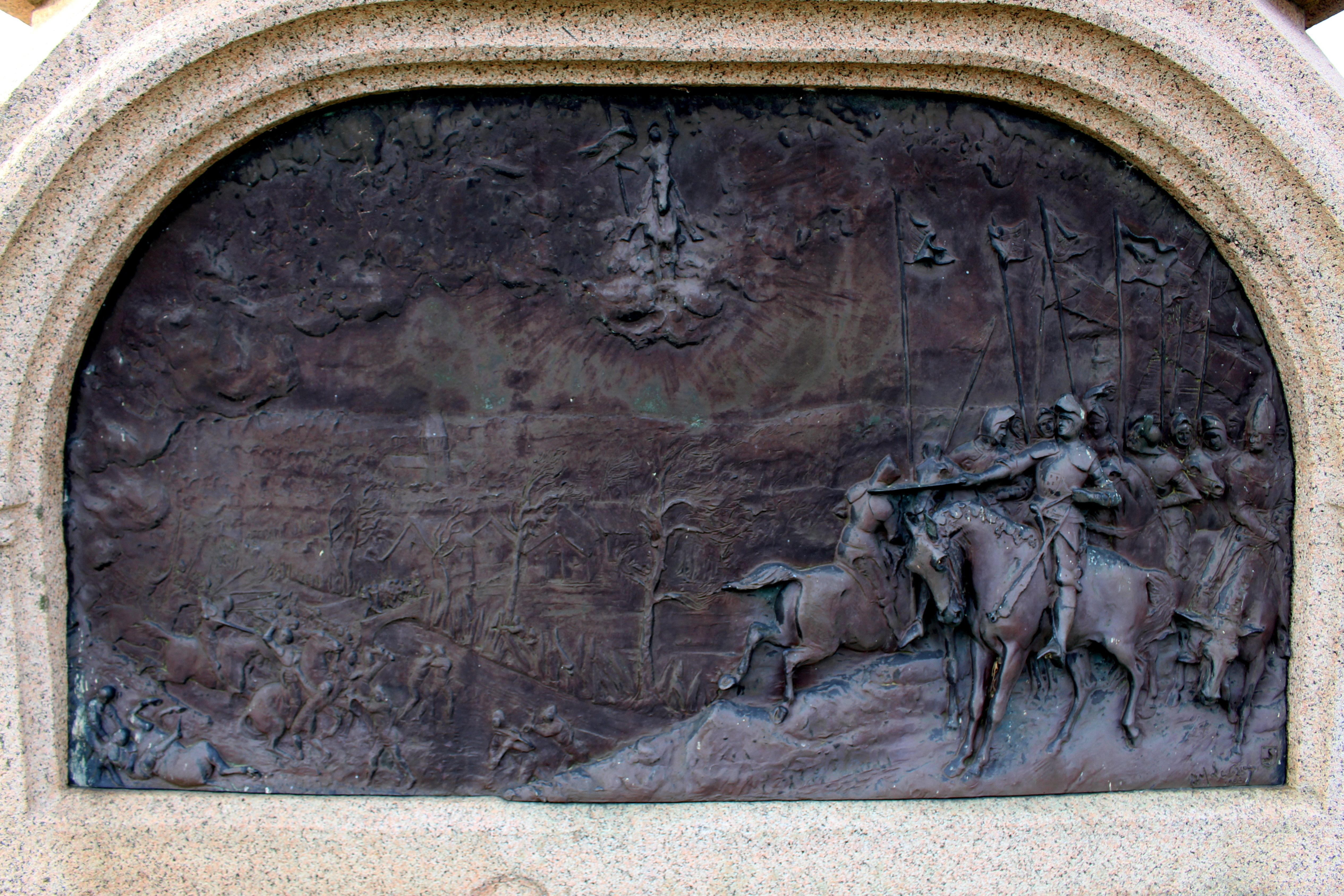
Le bas-relief sur le piédestal.

## Protection aux monuments historiques
Le groupe sculpté avec son socle fait l'objet d'une inscription au titre des monuments historiques par arrêté du 18 août 2006. La statue est propriété de la commune de Formigny.